# Auditoria
Una auditoria és l'avaluació d'una organització. L'auditoria la realitzen els auditors que han de complir una sèrie de normes que assegurin essencialment llurs capacitat, objectivitat i independència. La paraula també es fa servir per el despatx dels auditors.
El propòsit de l'auditoria és verificar que l'entitat auditada treballa d'acord amb la normativa interna i externa. La paraula auditoria deriva del verb llatí audire oir, escoltar, i auditor, oïdor. Els poden fer auditòries generals o auditòries parcials, com ara del departament informàtica, de la gestió mediambiental, de la seguretat, etc. La teòrica i necessària independència de les auditòries multinacionals d'origen nord-americà o europeu (n'hi quatre que dominen el mercat que s'anomenen comunament en anglès big four) va ser qüestionada per uns escàndols financers. De fet, l'organització que s'ha de fer auditar és el client de l'auditoria. Qui paga, mana, com va palesar en uns escàndols, com ara el d'Enron (2001) o Wirecard (2020).
Abans de la fallida de l'empresa nord-americana Enron el 2001 que va arrossegar l'auditoria Arthur Andersen es parlava dels big five. Arthur Andersen va ser perseguida judicialment pel govern dels Estats Units acusada de frau. A partir d'aquest escàndol econòmic es van emulgar noves lleis més restrictiues.
El 2020, en la fallida i liquidació de l'empresa financera alemanya Wirecard el paper de l'auditoria Ernst & Young va ser qüestionat: tot i aprovar el balanç de situació any rere any, no van trobar uns 1900 milions d'euros d'actius dubtosos o inexistents.